# 上河村
上河村（法語：Les Hautes-Rivières，法語發音：[le ot ʁivjɛʁ]）是法国大東部大區阿登省的一个市镇，位于该省北部，和比利时接壤，属于沙勒维尔-梅济耶尔区。

## 地理
上河村（49°53'2"N, 4°50'31"E）面积31.34 平方千米，位于法国大東部大區阿登省，该省份为法国北部内陆省份，西接埃纳省，南至马恩省，东临默兹省，北与比利时接壤。
与上河村接壤的市镇（或旧市镇、城区）包括：热斯潘萨尔、蒂莱。
上河村的时区为UTC+01:00、UTC+02:00（夏令时）。

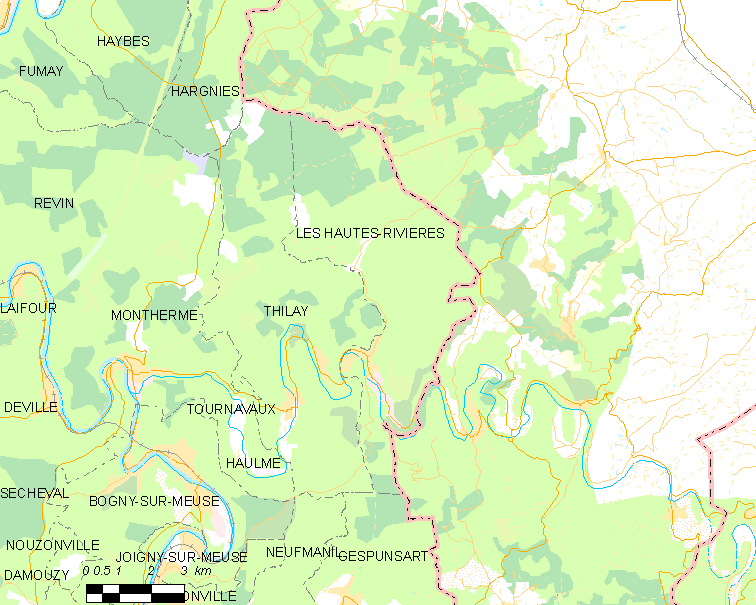
上河村的OSM定位图

## 行政
上河村的邮政编码为08800，INSEE市镇编码为08218。

## 政治
上河村所属的省级选区为默兹河畔博尼县。

## 交通
阿登省省道D13线和D31线经过境内。

## 人口

1962-2008年间上河村人口变化图示

上河村于2022年1月1日时的人口数量为1253人。